# Дексібупрофен
Дексібупрофен (англ. Dexibuprofen, лат. Dexibuprofenum) — синтетичний препарат, що є похідним пропіонової кислоти та належить до групи нестероїдних протизапальних препаратів. За своїм хімічним складом є правообертаючим (S(+)-ізомером) ібупрофену. Дексібупрофен застосовується перорально, та застосовується у клінічній практиці з 1992–1993 років у світі та з 2011 року в Україні.

## Фармакологічні властивості
Дексібупрофен — синтетичний препарат, що є по хімічній структурі похідним пропіонової кислоти та належить до групи нестероїдних протизапальних препаратів. За своїм хімічним складом є правообертаючим (S(+)-ізомером) ібупрофену. Механізм дії препарату, як і інших представників групи нестероїдних протизапальних препаратів, полягає у інгібуванні ферменту циклооксигенази, яка забезпечує перетворення арахідонової кислоти у простагландини, у тому числі у вогнищі запалення. Дексібупрофен також знижує мітохондріальне окислення жирних кислот, зменшує вироблення оксиду азоту, сприяє інгібуванню вироблення лейкотрієнів та сприяє зменшенню набряку при запаленні за рахунок впливу на поліморфноядерні лейкоцити. Дексібупрофен є неселективним інгібітором циклооксигенази, і діє як на циклооксигеназу 1 типу (ЦОГ-1), так і на циклооксигеназу 2 типу (ЦОГ-2). Дексібіпрофен має знеболювальну дію, яка рівнозначна з дією інших знеболювальних та протизапальних препаратів (диклофенак, напроксен та целекоксиб); та має ефективну дію в дозі, що складає половину стандартної дози рацемічного ібупрофену. Дексібупрофен також знижує агрегацію тромбоцитів (хоча і в меншому ступені, ніж ацетилсаліцилова кислота). При застосуванні дексібупрофену спостерігається нижча частота побічних ефектів з боку травної системи, у тому числі загострення виразкової хвороби та гастропатій. Дексібупрофен, на відміну від рацемічного ібупрофену, не впливає на метаболізм ліпідів, що також сприяє зниженню кількості побічних ефектів препарату.

### Фармакокінетика
Дексібупрофен швидко та повністю всмоктується при пероральному застосуванні, максимальна концентрація препарату в крові досягається у середньому протягом 2 годин. Дексібупрофен добре зв'язується з білками плазми крові. Особливістю препарату є підтримання високої концентрації лікарського засобу в синовіальній рідині протягом тривалого часу, та повільне виведення препарату із синовіальної рідини. Дексібупрофен проникає через плацентарний бар'єр та виділяється в грудне молоко. Метаболізується препарат у печінці з утворенням неактивних метаболітів. Виводиться дексібупрофен переважно із сечею (90%), частково виводиться із жовчю. Період напіввиведення препарату становить 1,8-3,5 години, цей час може збільшуватися в осіб з важкими порушеннями функції печінки та нирок, а також у осіб похилого віку.

## Показання до застосування
Дексібупрофен застосовується для симптоматичного лікування больового синдрому легкої та середньої інтенсивності при гострих та хронічних захворюваннях опорно-рухового апарату, дисменореї, мігрені та зубному болю.

## Побічна дія
При застосуванні дексібупрофену побічні ефекти при клінічних дослідженнях препарату спостерігалися у 3,7% пацієнтів, причому важкі побічні ефекти лише у 0,06% хворих. При застосуванні дексібупрофену можуть рідко спостерігатися такі ж побічні ефекти, які характерні для більшості нестероїдних протизапальних препаратів. Найчастіше це побічні ефекти з боку травної системи — нудота, блювання, запор, діарея, біль у животі, метеоризм, загострення виразкової хвороби, шлунково-кишкові кровотечі, перфорація кишечника, гастрит, виразковий стоматит, загострення неспецифічного виразкового коліту та хвороби Крона, езофагіт, порушення функції печінки. З боку нервової системи найчастіше спостерігається головокружіння; рідше сонливість або безсоння, депресія, галюцинації, підвищена збудливість, асептичний менінгіт. З боку шкірних покривів спостерігаються висипання на шкірі, свербіж шкіри, гіпергідроз; алергічні реакції можуть спостерігатися у вигляді гарячки, кропив'янки; дуже рідко спостерігаються синдром Стівенса-Джонсона, фотодерматоз, синдром Лаєлла, набряк Квінке, набряк обличчя, задишка, бронхоспазм. З боку серцево-судинної системи рідко може спостерігатися артеріальна гіпертензія, серцева недостатність, а також периферичні набряки. З боку сечовидільної системи рідко можуть спостерігатися інтерстиційний нефрит, ниркова недостатність, нефротичний синдром. У лабораторних аналізах зрідка можуть спостерігатися анемія (у тому числі гемолітична та апластична), лейкопенія, тромбоцитопенія, панцитопенія, агранулоцитоз, подовження часу згортання крові.

## Протипокази
Дексібупрофен протипоказаний при підвищеній чутливості до препарату та інших нестероїдних протизапальних препаратів, загостренні виразкової хвороби шлунку та дванадцятипалої кишки, шлунково-кишковій кровотечі або при схильності до кровотеч іншого генезу, порушеннях згортання крові, захворюваннях зорового нерва та порушеннях сприйняття кольору, хворобі Крона та неспецифічному виразковому коліті, виражених порушеннях функції печінки та нирок, важкій серцевій недостатності, бронхіальній астмі, вагітності та годуванні грудьми. Дексібупрофен в Україні не рекомендований для застосування в дитячому віці.

## Форми випуску
Дексібупрофен випускається у вигляді таблеток для перорального застосування по 0,2; 0,3 та 0,4 г. За кордоном зареєстровані також лікарські форми дексібупрофену у вигляді суспензії для перорального застосування та крему для місцевого застосування.